# 宝慶府

湖南省の宝慶府の位置（1820年）

宝慶府（寶慶府、ほうけいふ）は、中国にかつて存在した府。宋代から民国初年にかけて、現在の湖南省邵陽市一帯に設置された。

## 概要
621年（武徳4年）、唐により長沙郡邵陽県に南梁州が置かれた。636年（貞観10年）、南梁州は邵州と改称された。742年（天宝元年）、邵州は邵陽郡と改称された。758年（乾元元年）、邵陽郡は邵州の称にもどされた。邵州は江南西道に属し、邵陽・武岡の2県を管轄した。
1225年（宝慶元年）、南宋により邵州が宝慶府に昇格した。宝慶府は荊湖南路に属し、邵陽・新化の2県を管轄した。
1275年（至元12年）、元により宝慶府は宝慶安撫司と改められた。1277年（至元14年）、宝慶安撫司は宝慶路総管府と改称された。宝慶路は湖広等処行中書省に属し、録事司と邵陽・新化の2県を管轄した。
1368年（洪武元年）、明により宝慶路は宝慶府と改められた。宝慶府は湖広省に属し、直属の邵陽・新化・城歩の3県と武岡州に属する新寧県、合わせて1州4県を管轄した。
清のとき、宝慶府は湖南省に属し、邵陽・新化・城歩・新寧・武岡州の1州4県を管轄した。
1913年、中華民国により宝慶府は廃止された。